# Gustav Friedrich von Foller
Karl Gustav Friedrich von Foller (* 13. November 1767 in Partsch, Ostpreußen; † 1842 in Neustettin, Provinz Pommern) war ein preußischer Kriegs- und Domänenrat und Landrat. Er stand nach 1815 dem Kreis Neustettin vor.
Er stammte aus der preußischen adligen Familie von Foller. Sein Vater Carl Gustav Ernst von Foller (* 1714; † 1787) war Amtshauptmann in Rhein in Ostpreußen und Besitzer der Güter Groß Partsch und Jagodnen. Seine Mutter Charlotte Johanne (* 1734; † 1791) war eine geborene von Berg.
Foller besuchte die Große Schule in Rastenburg und studierte ab 1785 an der Universität Königsberg. 1789 wurde er Referendar bei der Westpreußischen Kriegs- und Domänenkammer in Marienwerder. 1793 wurde er Kriegs- und Domänenrat an der Kriegs- und Domänenkammer in Petrikau im neuerworbenen Südpreußen; die Kriegs- und Domänenkammer wurde 1797 nach Kalisch verlegt und bestand bis zum Verlust Südpreußens 1807.
Nach 1815  war Foller Landrat des Kreises Neustettin in Hinterpommern.
Gustav Friedrich von Foller war dreimal verheiratet; aus der dritten Ehe gingen zwei Töchter hervor. Der Generalmajor Paul von Malachowski und Griffa war mit seiner Schwester Antoinette verheiratet, ihr Sohn war der Generalleutnant Karl von Malachowski und Griffa.